# Paranepanthia
Genre
Paranepanthia est un genre d'étoiles de mer de la famille des Asterinidae.

## Description et caractéristiques
Ce sont de petites étoiles aplaties munies de cinq bras courts (pointus ou arrondis selon les espèces). Elles sont dépourvues de pédicellaires, mais portent des papules respiratoires apparentes.
On les trouve à grande profondeur en Australie, Indonésie, Nouvelle-Zélande et Antarctique.

## Liste des espèces
Selon World Register of Marine Species (15 janvier 2015) :
- Paranepanthia aucklandensis (Koehler, 1920) -- Nouvelle-Zélande
- Paranepanthia brachiata (Koehler, 1910)
- Paranepanthia grandis (H.L. Clark, 1928) -- Australie
- Paranepanthia platydisca (Fisher, 1913) (espèce type)

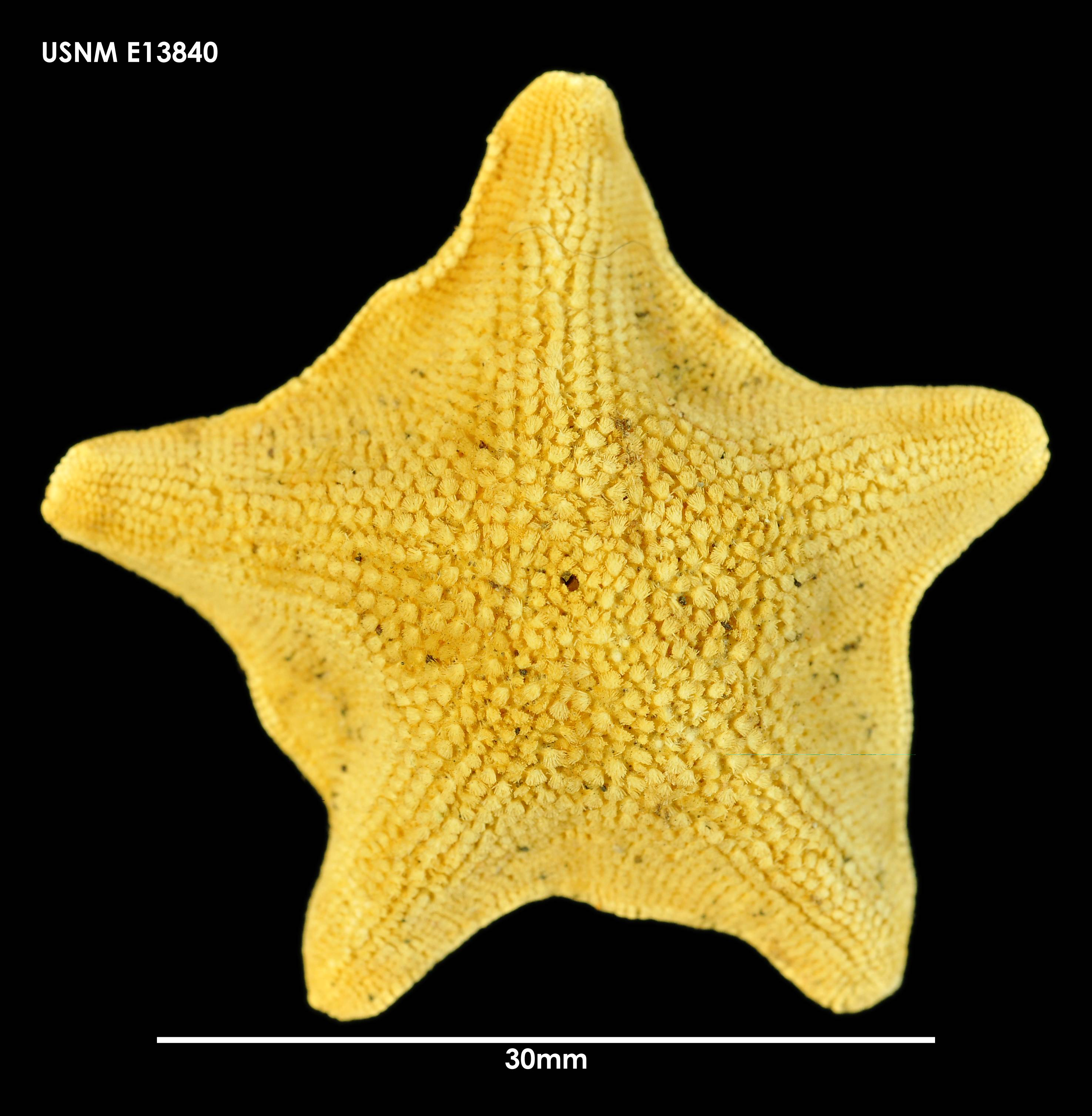
Paranepanthia praetermissa.